# Kornókipos
Kornókipos är en ort i Cypern.   Den ligger i distriktet Eparchía Ammochóstou, i den nordöstra delen av landet, 22 km nordost om huvudstaden Nicosia. Kornókipos ligger 205 meter över havet och antalet invånare är 500. Den ligger på ön Cypern.
Terrängen runt Kornókipos är kuperad åt nordväst, men åt sydost är den platt. Trakten runt Kornókipos är ganska glesbefolkad, med 25 invånare per kvadratkilometer. Närmaste större samhälle är Mándres, 19,0 km väster om Kornókipos. Trakten runt Kornókipos är i huvudsak ett öppet busklandskap.